# Línea 293 (Buenos Aires)
La Línea 293 es una línea de colectivos de la zona sur del Gran Buenos Aires, Se encuentra a cargo de dos empresas en la actualidad: La Cía de Ómnibus 25 de Mayo S.A 
(C.O. VE. MA. S.A) y el Expreso Villa Galicia San José S. A. (EVG).
C.O.VE.MA.S.A opera la línea con unidades pintadas de rojo, con franjas amarillas y azules. También tiene a su cargo las líneas 239 (compartida también con EVG S. A.), 278, 281, 323, 585 y 586. Su oficina de administración está ubicada en Chicago 1056, en Temperley.
E.V.G.S.A.  Por su parte opera la línea con unidades pintadas de bordó y beige, con franjas azules. También tiene a su cargo las líneas 239 (compartida también con C.O. VE. MA. S.A.), 263 (compartida a su vez con la Empresa San Vicente S.A.T.), 266, 436, 510 y 564. Su oficina está en Av. Alsina 2037, en Lomas de Zamora.

## Ramales
La línea se divide en dos ramales principales, repartidos entre las dos empresas concesionarias del servicio. C.O.VE.MA.S.A. opera el ramal a El Dorado, mientras EVG tiene a su cargo el de Don Orione.
A continuación, se muestran los distintos ramales y subramales de esta línea de colectivos.

### Barrio El Dorado
Hasta Av. Oscar Smith y Av. Centenario

#### Ramal Larralde
Por Sede CBC Avellaneda de la UBA, Hosp. Pres. Perón y Ezpeleta
- Avellaneda: Desde Avenida Hipólito Yrigoyen al 400 por esta, Mariano Ferreyra, Moisés Lebensohn, Cnel. Rosetti, Av. H. Yrigoyen, Colón, Maipú, Av. Manuel Belgrano, Gral. Güemes, Av. Larralde, Supisiche, Almte. Cordero, Anatole France, Av. Larralde, Gral. Pico, Av. Pte. B. Mitre

- Quilmes: Av. Dardo Rocha, Av. Los Quilmes, Av. Calchaquí, Av. O. Smith, Av. La Plata, Av. O. Smith, Av. Centenario.

#### Ramal Mitre
Desde Avenida Hipólito Yrigoyen al 400, siguiendo el mismo recorrido hacia Barrio El Dorado hasta Av. Manuel Belgrano, Arenales, Av. Mitre, su ruta.

### Barrio Don Orione
Desde Avenida Hipólito Yrigoyen al 400, siguiendo el mismo recorrido hacia Bo. El Dorado hasta Crisólogo Larralde (ex Agüero), continuando por:
- Quilmes: Cnel. Lynch, Miguel A. Mauriño, Zapiola, Calle 164, Av. Mosconi, Av. Carlos Pellegrini, Barton, Av. 12 de Octubre (RP 49), Av. Mosconi, Amoedo, Cno. Gral. Belgrano, Mendelevich, Av. Hudson, Av. Gdor. Monteverde (RP 4).

- Almirante Brown: Av. Lacaze, Av. Eva Perón, Río Carcaraña, Manuel Araujo hasta Martínez Paiva.

#### Fraccionamiento hasta San Francisco Solano
Desde Cnel. Pagola y Lebensohn, siguiendo el mismo recorrido hacia Don Orione hasta Hudson y Av. Monteverde.

## Galería

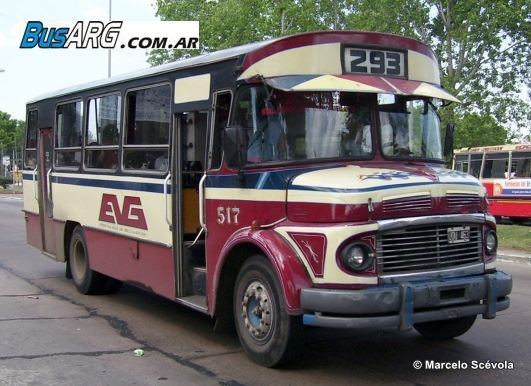
Antiguo colectivo de la línea, con el esquema antiguo de EVG S. A.